# اچ‌دی ۲۰۰۳۷۵
اچ‌دی ۲۰۰۳۷۵ یک ستاره است که در صورت فلکی دلو قرار دارد.